# Kawaiisu
Kawaiisu.- /Ime je došlo iz jezika Yokuts Indijanaca ,značenje nije poznato. Sami sebe nazivaju Nuooah ili 'the People'. / Pleme Shoshonean Indijanaca s Tehachapi Mountainsa u Kaliforniji, iz skupine šošonskih Indijanaca, Južnih Numic (Southern Numic) govornika, srodni Chemehuevima, porodica Juto-Asteci.

## Etnografija

### Domovina
Kawaiisu žive u svojoj današnjoj domovini nekih 2000 godina. Petroglifi pronađeni u krajevima gdje danas žive, osobito u dolini Sheep Springsu. njihovog su porijekla. Domovina Kawaiisa je omeđena planinama Piute, Scodie i Tehachapi. Tomo-Kahni je jedno od brojnih naselja koje je identificirano u ovom kraju. Na rubnim dijelovima svog teritorija lovno i sakupljačko područje dijelili su s Kitanemuk i Tübatulabal Indijancima. 
Njihovo je kulturno područje, još pod raspravom, pripada li kalifornijskom krugu ili Velikom Bazenu (Great Basin). Velikom bazenu pripadaju Mojave Desert i Owens Valley iz Kalifornije, Nevada i dio Oregona (jugoistok). To je kraj što ga naseljavaju skupine Sjevernih i Južnih Pajuta kao i skupine pravih Šošona. Kulturno Kawaiisu su bliži plemenima središnje Kalifornije, nego njima srodnim Numic plemenima, ali treba napomenuti da ima elemenata i jednog i drugog kulturnog područja. 
Ova su plemena međusobno dolazila u kontakt, pa je bilo i ženidbenih veza među njima. Kawaiisu kontaktiraju s Owen Valley Pajutima, Indijancima Koso s Panamint Rangea, Chemehuevima iz istočnog dijela pustinje Mojave i Yokuts Indijancima iz San Joaquin Valleya i plemenom Tübatulabal s Kern Rivera. Poznati su po košaraštvu. 

### Nastambe
Nastambe Kawaiisa su čunjastog oblika, 15-20 stopa u dijametru, one manje saluže za skladištenje, izgrađene su od granja i prekrivene korom. Zimska kuća tomo-kahni, čunjastog je oblika, od kore i hasura od tule-trske, koje ih čine nepromočivim. Hasura ima i ulogu vrata. Ove kuće nisu pogodne za kuhanje, pa su žene morale hranu pripremati vani. Kuća ima i otvor za dim, vatra je bila malena u rupi u podu, u koju bi ubacivali kamenje, koje bi ih grijalo preko noći. Drugi tipovi seoskih struktura su havakahni, koja služi kao ljetna kuhinja ili sjenica (shade house) namijenjena za žene. Parna kupelj koju nazivaju tivikahni, istog je oblika kao tomokahni, ali umjesto granjem, prekrivena je zemljom. Hambari, koje su imali poput Istočnih Sijuksa (Eastern Siouans) služili su za čuvanje žira, oraha, sjemenja, a izgrađeni su dvije stope iznad tla, kako bi se zaštitili od glodavaca.

### Lov i sakupljanje
Kawaiisu su lovci i sakupljači, izvrsni lovci na jelene i poznavaoci, gdje, što, kada i kako se može uloviti ili ubrati. Bobice koje su sakupljali drobili su tučkom u avanima i pravili od njih oblikovane kolačiće, koji su se sušili na suncu i spremali u posebne košare i čuvali za kasniju upotrebu. Mlade djevojke morale su naučiti kako sakupljati i pripremati hranu, dok su dječaci startali s lovom već sa svojih 9. godina. –Najpopularniji plod koji su Kawaiisu sakupljali svakako je bio žir, od najmanje 7 vrsta hrastova. Kawaiisu su preferirali žir crnog hrasta (black oak), vrsta kalifornijskog hrasta latinski nazivan Quercus kelloggii.
Izvore proteina Kawaiisui su nalazili u mesu antilope, smeđeg medvjeda i raznim vrstama manjih sisavaca, pticama i insektima. Od nekih životinja meso se nije jelo ,to su: medvjed grizli, skunk (vrsta tvora), škanjca, šišmiša, ptice-trkačice (roadrunners), vrana, skakavaca i orlova. U lovu se lovac služio lukom i strijelom, raznim zamkama, mrežama, paljenjem šikare. U ribolovu su se služili koštanim udicama, kao i otrovnim biljem .

## Populacija
Populacija Kawaiisa je 1700. bila između 500 i 1,000. Godine 1776. posjećuje ih Garcés, a 1844. i 1850. kroz taj kraj prolazi John C. Fremont. S američkom vojskom dolaze u doticaj 1863. kada su vojnici satnika Moses McLaughlin poubijali 35 nenaoružanih Kawaiisua. Njihovo brojno stanje 1800. bilo je oko 400, da bi 1910. spalo na svega 150, od kojih je do 1984. preostalo 35. U novije vrijeme (2000) ima ih oko 50 (NAHDB), od kojih su neki na rezervatu Tule River.  Prema drugim podacima (San Diego State University) Kawaiisu imaju 200-300 potomaka u okrugu Kern.

## Vanjske poveznice
- Swanton
- Kawaiisu Tribe of the Tejon Indian Reservation Home Page
- Kawaiisu petroglyphs at Sheep Springs  Arhivirana inačica izvorne stranice od 23. rujna 2006. (Wayback Machine)